# Mortier de 293 mm danois sur affût-truck modèle 1914
Le Mortier de 293 danois sur affût-truck modèle 1914 est un canon de siège monté sur rails français. Il est utilisé par l'armée française pendant la Première Guerre mondiale et la Seconde Guerre mondiale .

## Historique
Avant la Première Guerre mondiale, la doctrine de l'armée française est orientée vers une guerre de manœuvre rapide. Bien que la majorité des belligérants possèdent une artillerie de campagne lourde avant le déclenchement de la Première Guerre mondiale, aucun ne dispose d'un nombre suffisant d'armes lourdes en service et une fois que le front occidental se stabilise, les canons de campagne légers commencent à montrer leurs limites face à un ennemi qui était maintenant enfoncé dans des positions préparées. Les deux sources d'artillerie lourde convenant à une conversion à une utilisation sur le terrain étaient les canons de défense côtière et les canons navals en surplus.
Cependant, un paradoxe se pose aux concepteurs d'artillerie de l'époque : la rareté des armes terrestres de gros calibre est due à leur poids, leur complexité et leur manque de mobilité. Les canons de campagne de gros calibre nécessitent souvent une préparation approfondie du site car les canons doivent être décomposés en plusieurs charges suffisamment légères pour être remorqués par un attelage de chevaux ou les quelques tracteurs motorisés de l'époque, puis réassemblés avant utilisation. La construction d'une nouvelle arme à feu pourrait résoudre le problème du démontage, du transport et du remontage d'une arme de grande taille, mais elle n'aborde pas nécessairement la manière de convertir les armes lourdes existantes pour les rendre plus mobiles. Le transport ferroviaire s'est avéré être la solution la plus pratique car les problèmes de poids lourd, de manque de mobilité et de temps de montage réduit ont été résolus

## Conception

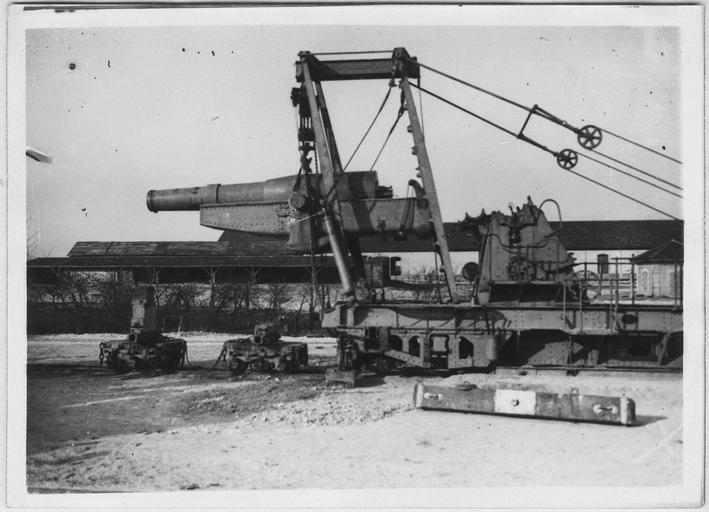
Manœuvre du mortier au camp de Mailly en avril 1916.

- Le canons - Le mle 1914 a vu le jour sous la forme d'une commande de six canons de défense côtière fabriqués par Schneider pour le Danemark. Il s'agit d'un canon fretté typique de l'époque en acier avec une chambre à air rayée. Le système de recul du canon se compose d'un berceau de canon en forme de U qui maintient le canon à tourillon et d'une plate-forme de tir légèrement inclinée avec un système de recul par hydro-gravité . Lorsque le canon a tiré, les tampons hydrauliques sous le canon ralentissent le recul du berceau qui a glissé sur un ensemble de rails inclinés sur la plate-forme de tir, puis remettent le canon en position par l'action combinée des tampons et de la gravité[2].
- Traversée et élévation - Le chariot du canon utilise un système de traversée ou berceau où la voiture et les camions sont placés sur une plaque de base et pouvaient être traversés à 14 °. La plaque de base est disposée avec un pivot à l'avant et la voiture a deux rouleaux derrière. À l'arrière du wagon, il y a un palan d'obus et un petit chariot qui va des rails jusqu'à la culasse pour la manutention des munitions. Le canon peut être pointé de + 20 ° à + 65 ° et chargé à + 45 °.
- La culasse - Les canons ont une culasse semi-automatique à vis interrompue, liée au système de recul qui ouvre la culasse après le tir, charge le prochain coup et fermae la culasse et armait le mécanisme de tir. Bien que ce système soit compliqué, il permet au mortier d'atteinrdre la cadence d'un tir toutes les deux minutes, ce qui est élevé pour un système avec des obus de 300 kg[1].
- Transport ferroviaire - Plutôt que d'être un véritable canon de chemin de fer, le mortier de 293 est davantage un canon de siège multimode car le chariot construit par St Chamond pouvait être reconfiguré pour rouler sur voie normale et voie étroite, ou équipé de roues routières, à l'image du canon de 240 TR modèle 1903. Les deux bogies ferroviaires à 4 roues à écartement standard, placés au centre, peuvent être relevés ou abaissés. Un bogie à 4 roues à voie étroite est placé aux deux extrémités et peut également être soulevé et abaissé. Enfin, des vérins sont prévus sur la carrosserie de la voiture pour le transfert d'un ensemble de bogies à l'autre. Les roues routières peuvent être remplacées par les camions à voie étroite et le chariot pourrait être remorqué par un tracteur motorisé. À l'avant du chassis, se trouve une grue pour charger et décharger le canon pour le transport. La procédure normale consiste à transporter le canon entièrement assemblé sur des rails à écartement standard jusque près de l'avant, puis à démonter le canon et à le transporter sur des rails à voie étroite ou sur ses roues. La préparation du site demande la création d'un terrain plat en posant un lit de pierres et de bois puis en abaissant le chariot sur la plaque de base. La plaque de base est stabilisée par deux ancrages enterrés devant le support. Le mortier est ensuite remonté sur la plaque de base et prêt à l'action.

## Première Guerre mondiale
Les six mortiers modèle 1914 et quatre canons de rechange sont affectés aux 61e, 62e et 63e batteries du 25e groupe du 3e RAP de l'artillerie lourde à grande puissance le 21 février 1916. Le 1er août 1917, les mortiers et les pièces de rechange sont réorganisés en deux batteries et affectés aux 21e et 22e batteries du 11e groupe du 73e RALGP. Ils sont utilisés pendant la bataille de la Somme en 1916 et deux sont envoyés pour renforcer le front italien en 1917. Les six mortiers ont survécu à la Première Guerre mondiale.

## Seconde Guerre mondiale
Les six mortiers mle 1914 sont placés en réserve entre les guerres. Quatre sont mobilisés et déployés par le 371e régiment d'ALVF (artillerie lourde sur voie ferrée) pour renforcer les défenses de la ligne Maginot,.